# Ride To Hell
Ride To Hell er et amerikansk actionspil som omhandler en rockergruppe kaldt Retribution.

## Synopsis
Man spiller som Jake Convoy. En soldat og vicepræsident af Retribution. En rival bande kaldet Devil's Hand havde dræbt Jakes lillebror, Mikey, som også var Retribution-medlem. Jakes onkel Mack er præsident i Retribution.
| computerspil | Spire Denne computerspilsrelaterede artikel er en spire som bør udbygges. Du er velkommen til at hjælpe Wikipedia ved at udvide den. |